# Магомедов, Абдулла Магомедович
Магомедов Абдулла Магомедович ( 1903 ,с. Акуша, Даргинский округ Дагестанская область, Российская империя — 1974 ,с. Акуша,, ДАССР, СССР ) — Заведующий коневодческой фермой колхоза имени Ленина Акушинского района Дагестанской АССР, Герой Социалистического Труда.

## Биография
Родился в 1902 году в селении Акуша Дагестанской области, ныне Акушинского района Республики Дагестан, в семье крестьянина. Даргинец. 
В начале 1930-х годов вступил в местный колхоз им. Ленина и работал коневодом, позже был назначен заведующим коневодческой фермой. 
Указом Президиума Верховного Совета СССР от 15 сентября 1948 года за получение в 1947 году высокой продуктивности животноводства при выполнении колхозом обязательных поставок сельскохозяйственных продуктов и плана развития животноводства по всем видам скота Магомедов Абдулла, вырастивший при табунном содержании 70 жеребят от 70 кобыл, удостоен звания Героя Социалистического Труда с вручением ордена Ленина и золотой медали «Серп и Молот».
Позже работал бригадиром на молочнотоварной ферме, затем бригадиром садоводческой бригады колхоза.
Избирался депутатом Верховного Совета Дагестанской АССР и Акушинского районного Совета депутатов трудящихся. 
Скончался в 1974 году и был похоронен в родном селе Акуша. 
Награждён орденом Ленина (15.09.1948) и медалями.